# 雷峰镇
雷峰镇，是中华人民共和国福建省泉州市德化县下辖的一个乡镇级行政单位。

## 行政区划
雷峰镇下辖以下地区：
朱紫村、蕉溪村、潘祠村、坂仔村、雷峰村、格后村、溪美村、肖坑村、长基村、瑞坂村、李溪村、荐解村、上寨村和双芹村。